# Nederland in de Billie Jean King Cup
Nederland is sinds 1963 actief in de Fed(eration) Cup en Billie Jean King Cup, tennistoernooi voor vrouwelijke landenteams dat sinds 1963 elk jaar wordt gehouden.
Nederland speelde twee keer een finale. In 1968 verloor het in Frankrijk met 0-3 van Australië en in 1997 verloor Oranje thuis in de Brabanthallen te 's-Hertogenbosch met 1-4 van Frankrijk.

## Recente geschiedenis

### 2017
Nederland speelde voor de tweede keer op rij in Wereldgroep I. Het Nederlandse team bestond in de eerste ronde uit Kiki Bertens (WTA-24), Cindy Burger (WTA-137), Arantxa Rus (WTA-176) en Michaëlla Krajicek (WTA-253). De ontmoeting met en in Wit-Rusland werd met 1-4 verloren. Voor de degradatiewedstrijd tegen Slowakije stonden opgesteld: Kiki Bertens (WTA-20), Richèl Hogenkamp (WTA-136), Cindy Burger (WTA-157) en Arantxa Rus (WTA-184). Door de Slowaakse dames in Bratislava met 3-2 te verslaan, bleef het Nederlandse team opnieuw op het hoogste niveau.

### 2018
Nederland speelde voor de derde keer op rij in Wereldgroep I. In de eerste ronde speelde het Nederlandse team uit tegen de Verenigde Staten. Nederland werd vertegenwoordigd door Richèl Hogenkamp (WTA-108), Arantxa Rus (WTA-124), Lesley Kerkhove (WTA-165) en Demi Schuurs (WTA-32 in dubbelspel). Na drie verloren enkelspelpartijen mocht de ploeg nog wel een overwinning in het dubbelspel meenemen. Nederland speelde in april tegen Australië om behoud in Wereldgroep I. In actie kwamen Lesley Kerkhove (WTA-187) die de enige partijwinst voor haar rekening nam, Quirine Lemoine (WTA-228) en Demi Schuurs (WTA-9 in dubbelspel). Australië won de overige vier rubbers. Het Nederlandse team degradeerde derhalve naar Wereldgroep II.

### 2019
Nederland speelde in Wereldgroep II. In februari speelde het team thuis (in Den Bosch) tegen Canada. Nederland werd vertegenwoordigd door Arantxa Rus (WTA-128), Richèl Hogenkamp (WTA-176), Demi Schuurs (WTA-7 in dubbelspel) en Bibiane Schoofs (WTA-141 in dubbelspel). Na drie verloren enkelspelpartijen ging ook het dubbelspel verloren. Nederland speelde in april tegen Japan om behoud in Wereldgroep II. Het team bestond uit Bibiane Schoofs (WTA-149), Richèl Hogenkamp (WTA-176), Demi Schuurs (WTA-7 in dubbelspel) en Lesley Kerkhove (WTA-122 in dubbelspel). Ook nu verloor het team drie enkelspelpartijen en één in het dubbelspel. Het Nederlandse team degradeerde derhalve naar de regionale groep Europa/Azië.

### 2020-2021
Medio 2019 besloot de ITF om de Fed Cup drastisch te hervormen, naar evenbeeld van de Davis Cup. Er werd een systematiek ontworpen waarin twintig landen kans maken op de titel, met een kwalificatieronde in februari en een eindfase in april. Dankzij hun negentiende plek op de wereldranglijst mocht Nederland aantreden in de kwalificatieronde, waardoor het feitelijk promoveerde naar het hoogste niveau. Nederland werd vertegenwoordigd door Kiki Bertens (WTA-8), Arantxa Rus (WTA-77) en Demi Schuurs (WTA-14 in het dubbelspel), met Lesley Kerkhove en Indy de Vroome stand-by. De gasten uit Wit-Rusland wonnen de ontmoeting in de tie-break van de derde set van het beslissende dubbelspel.
Om degradatie naar de regionale groep te voorkomen, had Nederland op 16 en 17 april 2021 in de play-offs een ontmoeting met de Chinese dames. Het team – bestaande uit Kiki Bertens (WTA-11), Arantxa Rus (WTA-83 in het enkelspel en 64 in het dubbelspel), Demi Schuurs (WTA-11 in het dubbelspel) en Lesley Kerkhove (WTA-179) – kwam terug van een 1–2 achterstand, en won ten slotte met 3–2. Door deze winst behielden zij hun plek in de Wereldgroep.

### 2022
Nederland trad aan in de kwalificatieronde van de Wereldgroep. Op 15 en 16 april speelde het team thuis tegen Spanje. De door Elise Tamaëla geleide ploeg bestond uit: Arantxa Rus (WTA-74), Lesley Kerkhove (WTA-141), Arianne Hartono (WTA-166) en Demi Schuurs (WTA-19 in dubbelspel), met Suzan Lamens op de reservebank. Zij verloren alle gespeelde rubbers: drie in het enkelspel en één in het dubbelspel.
Zij kregen een herkansing tijdens de play-offs. Op 11 en 12 november speelde het team uit tegen Frankrijk. De door Elise Tamaëla geleide ploeg bestond uit: Lesley Kerkhove (WTA-207), Suzan Lamens (WTA-213) en Demi Schuurs (WTA-17 in dubbelspel), met Lexie Stevens op de reservebank. Zij verloren drie rubbers in het enkelspel, en wonnen er één in het dubbelspel. Daarmee degradeerden zij naar de regionale zone Europa/Afrika.

### 2023
Nederland trad aan in Groep I van de regionale zone Europa/Afrika, die zich van 10 tot en met 15 april ontrolde in Antalya (Turkije). De door Elise Tamaëla geleide ploeg bestond uit: Lesley Kerkhove (WTA-198), Suzan Lamens (WTA-283), Lexie Stevens (WTA-416), Demi Schuurs (WTA-12 in dubbelspel) en Bibiane Schoofs (WTA-144 in dubbelspel). Zij werden tweede in hun subgroep A, maar wisten door winst op Servië (tweede in subgroep B) toch een hernieuwde promotie in de wacht te slepen. In november mocht Nederland deelnemen aan de play-offs voor de Wereldgroep. Elise Tamaëla stond weer aan het hoofd van het team, nu bestaande uit Arantxa Rus (WTA-51), Arianne Hartono (WTA-180), Suzan Lamens (WTA-218) en Demi Schuurs (WTA-19 in dubbelspel). In de Litouwse hoofdstad Vilnius namen zij het op tegen Oekraïne. Deze ontmoeting verloren zij met 1–3, waardoor zij werden teruggeworpen naar Groep 1 van de regionale zone Europa/Afrika.

### 2024
Nederland trad aan in Groep I van de regionale zone Europa/Afrika, die zich van 8 tot en met 13 april ontrolde in Oeiras (Portugal). De door Elise Tamaëla geleide ploeg bestond uit: Suzan Lamens (WTA-164), Anouk Koevermans (WTA-385), Eva Vedder (WTA-413) en Demi Schuurs (WTA-10 in dubbelspel). Zij werden eerste in hun subgroep B, waarna zij in de play-offs nog de eerste plaats over alle subgroepen wisten te bevechten. Op 15 en 16 november mocht Nederland deelnemen aan de play-offs voor de Wereldgroep. De door Kiki Bertens geleide ploeg bestond uit: Arantxa Rus (WTA-81), Suzan Lamens (WTA-87), Arianne Hartono (WTA-147) en Demi Schuurs (WTA-24 in dubbelspel). In Velenje gingen zij met succes de strijd aan met de ploeg uit Slovenië. Volgend jaar komt Nederland weer in de Wereldgroep uit.

### 2025
Nederland trad aan in de kwalificatieronde van de Wereldgroep en was ingedeeld in Groep F, samen met Duitsland en het Verenigd Koninkrijk. Deze groep had Den Haag als speellocatie. De door Elise Tamaëla geleide ploeg bestond uit: Suzan Lamens (WTA-70), Anouk Koevermans (WTA-181), Eva Vedder (WTA-270) en Demi Schuurs (WTA-26 in dubbelspel). Nederland won de groepswedstrijd tegen Duitsland met 3–0, maar verloor die tegen het Verenigd Koninkrijk met 1–2. In november mag Nederland deelnemen aan de play-offs voor de Wereldgroep.

## Gegevens
- Eerste deelname: 1963
- Aantal deelnames: 61 (inclusief 2025)
- Aantal landenontmoetingen: 200 (winst: 120, verlies: 80) (t/m Nederland-VK 2025)

### Winst/verlies-tabel
Onderstaande tellingen hebben betrekking op aantallen ontmoetingen.
| Locatie  | winst | verlies | totaal |
| -------- | ----- | ------- | ------ |
| thuis    | 8     | 8       | 16     |
| uit      | 6     | 16      | 22     |
| neutraal | 106   | 56      | 162    |
| Totaal   | 120   | 80      | 200    |

gegevens bijgewerkt tot en met 12 april 2025

## Gespeelde landenontmoetingen
De onderstaande tabel geeft een overzicht van alle ontmoetingen die Nederland tot nu toe in de Fed Cup en daarna in de Billie Jean King Cup heeft gespeeld.
| niveau 1 | niveau 2 | niveau 3 | niveau 4 | niveau 5 |

| datum      | tegenstander          | uitslag | locatie             | groep          | ronde                  | w/v     |
| ---------- | --------------------- | ------- | ------------------- | -------------- | ---------------------- | ------- |
| 1963-06-17 | Zwitserland           | 3-0     | Verenigd Koninkrijk | WG             | 1e ronde               | winst   |
| 1963-06-18 | Verenigde Staten      | 0-3     | Verenigd Koninkrijk | WG             | kwartfinale            | verlies |
| 1964-09-01 | Oostenrijk            | 2-1     | Verenigde Staten    | WG             | 1e ronde               | winst   |
| 1964-09-02 | Frankrijk             | 1-2     | Verenigde Staten    | WG             | 2e ronde               | verlies |
| 1966-05-12 | Zuid-Afrika           | 2-1     | Italië              | WG             | 2e ronde               | winst   |
| 1966-05-13 | Australië             | 1-2     | Italië              | WG             | kwartfinale            | verlies |
| 1967-06-07 | Italië                | 0-3     | West-Duitsland      | WG             | 2e ronde               | verlies |
| 1968-05-21 | Finland               | 3-0     | Frankrijk           | WG             | 1e ronde               | winst   |
| 1968-05-23 | Polen                 | 2-1     | Frankrijk           | WG             | 2e ronde               | winst   |
| 1968-05-24 | Bulgarije             | 3-0     | Frankrijk           | WG             | kwartfinale            | winst   |
| 1968-05-25 | Verenigde Staten      | 2-1     | Frankrijk           | WG             | halve finale           | winst   |
| 1968-05-26 | Australië             | 0-3     | Frankrijk           | WG             | finale                 | verlies |
| 1969-05-19 | Bulgarije             | 3-0     | Griekenland         | WG             | 1e ronde               | winst   |
| 1969-05-21 | Indonesië             | 3-0     | Griekenland         | WG             | 2e ronde               | winst   |
| 1969-05-23 | Tsjecho-Slowakije     | 2-1     | Griekenland         | WG             | kwartfinale            | winst   |
| 1969-05-24 | Verenigde Staten      | 0-3     | Griekenland         | WG             | halve finale           | verlies |
| 1970-05-19 | Griekenland           | 3-0     | West-Duitsland      | WG             | 1e ronde               | winst   |
| 1970-05-20 | Canada                | 3-0     | West-Duitsland      | WG             | 2e ronde               | winst   |
| 1970-05-22 | Verenigd Koninkrijk   | 1-2     | West-Duitsland      | WG             | kwartfinale            | verlies |
| 1970-12-26 | Canada                | 3-0     | Australië           | WG             | 1e ronde               | winst   |
| 1970-12-27 | Frankrijk             | 1-2     | Australië           | WG             | kwartfinale            | verlies |
| 1972-03-20 | Nieuw-Zeeland         | 2-1     | Zuid-Afrika         | WG             | 1e ronde               | winst   |
| 1972-03-21 | Colombia              | 2-1     | Zuid-Afrika         | WG             | 2e ronde               | winst   |
| 1972-03-23 | Verenigde Staten      | 0-3     | Zuid-Afrika         | WG             | kwartfinale            | verlies |
| 1973-05-06 | Frankrijk             | 2-1     | West-Duitsland      | WG             | 1e ronde               | winst   |
| 1973-05-06 | Denemarken            | 2-0     | West-Duitsland      | WG             | 2e ronde               | winst   |
| 1973-05-06 | Zuid-Afrika           | 0-3     | West-Duitsland      | WG             | kwartfinale            | verlies |
| 1974-05-19 | Frankrijk             | 1-2     | Italië              | WG             | 1e ronde               | verlies |
| 1974-05-19 | Ierland               | 2-1     | Italië              | WG CR          | 2e ronde               | winst   |
| 1974-05-19 | Canada                | 3-0     | Italië              | WG CR          | kwartfinale            | winst   |
| 1974-05-19 | Japan                 | 0-3     | Italië              | WG CR          | halve finale           | verlies |
| 1975-05-11 | Uruguay               | 2-1     | Frankrijk           | WG             | 1e ronde               | winst   |
| 1975-05-11 | Tsjecho-Slowakije     | 0-2     | Frankrijk           | WG             | 2e ronde               | verlies |
| 1975-05-11 | Brazilië              | 2-0     | Frankrijk           | WG CR          | 2e ronde               | winst   |
| 1975-05-11 | Argentinië^           |         | Frankrijk           | WG CR          | kwartfinale            |         |
| 1975-05-11 | Hongarije             | 1-2     | Frankrijk           | WG CR          | halve finale           | verlies |
| 1976-08-29 | Brazilië              | 3-0     | Verenigde Staten    | WG             | 1e ronde               | winst   |
| 1976-08-29 | Argentinië            | 3-0     | Verenigde Staten    | WG             | 2e ronde               | winst   |
| 1976-08-29 | Denemarken            | 2-1     | Verenigde Staten    | WG             | kwartfinale            | winst   |
| 1976-08-29 | Verenigde Staten      | 0-3     | uit                 | WG             | halve finale           | verlies |
| 1977-06-18 | Uruguay               | 3-0     | Verenigd Koninkrijk | WG             | 1e ronde               | winst   |
| 1977-06-18 | Israël                | 3-0     | Verenigd Koninkrijk | WG             | 2e ronde               | winst   |
| 1977-06-18 | Zuid-Afrika           | 1-2     | Verenigd Koninkrijk | WG             | kwartfinale            | verlies |
| 1978-12-03 | Mexico                | 3-0     | Australië           | WG             | 1e ronde               | winst   |
| 1978-12-03 | Chili                 | 3-0     | Australië           | WG             | 2e ronde               | winst   |
| 1978-12-03 | Australië             | 0-3     | uit                 | WG             | kwartfinale            | verlies |
| 1979-05-06 | Argentinië            | 3-0     | Spanje              | WG             | 1e ronde               | winst   |
| 1979-05-06 | Japan                 | 3-0     | Spanje              | WG             | 2e ronde               | winst   |
| 1979-05-06 | Australië             | 1-2     | Spanje              | WG             | kwartfinale            | verlies |
| 1980-05-25 | Argentinië            | 1-2     | West-Duitsland      | WG             | 1e ronde               | verlies |
| 1980-05-25 | Oostenrijk            | 2-1     | West-Duitsland      | WG CR          | 1e ronde               | winst   |
| 1980-05-25 | Hongarije             | 2-1     | West-Duitsland      | WG CR          | kwartfinale            | winst   |
| 1980-05-25 | Canada                | 1-2     | West-Duitsland      | WG CR          | halve finale           | verlies |
| 1981-11-15 | Hongkong              | 2-1     | Japan               | WG             | 1e ronde               | winst   |
| 1981-11-15 | Italië                | 2-1     | Japan               | WG             | 2e ronde               | winst   |
| 1981-11-15 | Australië             | 0-3     | Japan               | WG             | kwartfinale            | verlies |
| 1982-07-25 | Denemarken            | 3-0     | Verenigde Staten    | WG             | 1e ronde               | winst   |
| 1982-07-25 | Australië             | 0-3     | Verenigde Staten    | WG             | 2e ronde               | verlies |
| 1983-07-24 | China                 | 1-2     | Zwitserland         | WG             | 1e ronde               | verlies |
| 1983-07-24 | Jamaica               | 3-0     | Zwitserland         | WG CR          | 2e ronde               | winst   |
| 1983-07-24 | Israël                | 2-1     | Zwitserland         | WG CR          | kwartfinale            | winst   |
| 1983-07-24 | Sovjet-Unie           | 1-2     | Zwitserland         | WG CR          | halve finale           | verlies |
| 1984-07-22 | Frankrijk             | 1-2     | Brazilië            | WG             | 1e ronde               | verlies |
| 1984-07-22 | Indonesië             | 3-0     | Brazilië            | WG CR          | 2e ronde               | winst   |
| 1984-07-22 | Brazilië              | 1-2     | uit                 | WG CR          | kwartfinale            | verlies |
| 1985-10-14 | Zwitserland           | 1-2     | Japan               | WG             | 1e ronde               | verlies |
| 1985-10-14 | Denemarken            | 3-0     | Japan               | WG CR          | 1e ronde               | winst   |
| 1985-10-14 | Ierland               | 2-1     | Japan               | WG CR          | 2e ronde               | winst   |
| 1985-10-14 | Brazilië              | 1-2     | Japan               | WG CR          | kwartfinale            | verlies |
| 1986-07-27 | Canada                | 1-2     | Tsjechoslowakije    | WG             | 1e ronde               | verlies |
| 1986-07-27 | Luxemburg             | 3-0     | Tsjechoslowakije    | WG CR          | 2e ronde               | winst   |
| 1986-07-27 | Japan                 | 2-1     | Tsjechoslowakije    | WG CR          | kwartfinale            | winst   |
| 1986-07-27 | Sovjet-Unie           | 1-2     | Tsjechoslowakije    | WG CR          | halve finale           | verlies |
| 1987-08-02 | Canada                | 0-3     | uit                 | WG             | 1e ronde               | verlies |
| 1987-08-02 | Jamaica               | 3-0     | Canada              | WG CR          | 1e ronde               | winst   |
| 1987-08-02 | Zimbabwe              | 3-0     | Canada              | WG CR          | 2e ronde               | winst   |
| 1987-08-02 | Zwitserland           | 3-0     | Canada              | WG CR          | kwartfinale            | winst   |
| 1987-08-02 | Oostenrijk            | 2-0     | Canada              | WG CR          | halve finale           | winst   |
| 1987-08-02 | Hongkong              | 2-1     | Canada              | WG CR          | finale                 | winst   |
| 1988-12-11 | Spanje                | 0-3     | Australië           | WG             | 1e ronde               | verlies |
| 1988-12-11 | Bulgarije             | 2-0     | Australië           | WG CR          | 2e ronde               | winst   |
| 1988-12-11 | Joegoslavië           | 3-0     | Australië           | WG CR          | kwartfinale            | winst   |
| 1988-12-11 | Brazilië              | 3-0     | Australië           | WG CR          | halve finale           | winst   |
| 1988-12-11 | Verenigd Koninkrijk   | 2-1     | Australië           | WG CR          | finale                 | winst   |
| 1989-10-09 | Joegoslavië           | 2-0     | Japan               | WG             | 1e ronde               | winst   |
| 1989-10-09 | Spanje                | 0-2     | Japan               | WG             | 2e ronde               | verlies |
| 1990-07-29 | Zwitserland           | 2-1     | Verenigde Staten    | WG             | 1e ronde               | winst   |
| 1990-07-29 | Duitsland             | 2-1     | Verenigde Staten    | WG             | 2e ronde               | winst   |
| 1990-07-29 | Sovjet-Unie           | 1-2     | Verenigde Staten    | WG             | kwartfinale            | verlies |
| 1991-07-23 | Verenigde Staten      | 0-2     | Verenigd Koninkrijk | WG             | 1e ronde               | verlies |
| 1991-07-24 | Hongarije             | 2-0     | Verenigd Koninkrijk | WG PO          | 1e ronde               | winst   |
| 1992-07-13 | Paraguay              | 2-1     | Duitsland           | WG             | 1e ronde               | winst   |
| 1992-07-15 | Duitsland             | 1-2     | uit                 | WG             | 2e ronde               | verlies |
| 1993-07-20 | Kroatië               | 3-0     | Duitsland           | WG             | 1e ronde               | winst   |
| 1993-07-21 | Letland               | 3-0     | Duitsland           | WG             | 2e ronde               | winst   |
| 1993-07-23 | Spanje                | 0-3     | Duitsland           | WG             | kwartfinale            | verlies |
| 1994-07-19 | Wit-Rusland           | 2-1     | Duitsland           | WG             | 1e ronde               | winst   |
| 1994-07-20 | Zuid-Afrika           | 1-2     | Duitsland           | WG             | 2e ronde               | verlies |
| 1995-04-23 | Zweden                | 5-0     | uit                 | WG2            | 1e ronde               | winst   |
| 1995-07-23 | Oostenrijk            | 1-4     | thuis               | WG1 PO         | 1e ronde               | verlies |
| 1996-04-28 | Australië             | 4-1     | thuis               | WG2            | 1e ronde               | winst   |
| 1996-07-14 | Slowakije             | 3-2     | uit                 | WG1 PO         | 1e ronde               | winst   |
| 1997-03-02 | Verenigde Staten      | 3-2     | thuis               | WG1            | 1e ronde               | winst   |
| 1997-07-13 | Tsjechië              | 3-2     | uit                 | WG1            | halve finale           | winst   |
| 1997-10-05 | Frankrijk             | 1-4     | thuis               | WG1            | finale                 | verlies |
| 1998-04-19 | Verenigde Staten      | 0-5     | uit                 | WG1            | 1e ronde               | verlies |
| 1998-07-26 | Kroatië               | 2-3     | uit                 | WG1 QR         | 1e ronde               | verlies |
| 1999-04-18 | België                | 0-5     | thuis               | WG2            | 1e ronde               | verlies |
| 1999-07-21 | Japan                 | 2-1     | thuis               | WG2 A PO       | groepsfase             | winst   |
| 1999-07-22 | Wit-Rusland           | 3-0     | thuis               | WG2 A PO       | groepsfase             | winst   |
| 1999-07-23 | Slovenië              | 1-2     | thuis               | WG2 A PO       | groepsfase             | verlies |
| 1999-07-24 | Australië             | 0-2     | thuis               | WG2 PO         | finale                 | verlies |
| 2000-05-16 | Turkije               | 3-0     | Spanje              | EPA G1 A       | groepsfase             | winst   |
| 2000-05-17 | Zweden                | 3-0     | Spanje              | EPA G1 A       | groepsfase             | winst   |
| 2000-05-18 | Bulgarije             | 3-0     | Spanje              | EPA G1 A       | groepsfase             | winst   |
| 2000-05-20 | Israël                | 2-1     | Spanje              | EPA G1 PO      | 1e ronde               | winst   |
| 2000-05-21 | Hongarije             | 0-2     | Spanje              | EPA G1 PO      | finale                 | verlies |
| 2001-04-24 | Noord-Macedonië       | 3-0     | Spanje              | EPA G1 A       | groepsfase             | winst   |
| 2001-04-25 | Polen                 | 3-0     | Spanje              | EPA G1 A       | groepsfase             | winst   |
| 2001-04-26 | Joegoslavië           | 3-0     | Spanje              | EPA G1 A       | groepsfase             | winst   |
| 2001-04-28 | Zweden                | 0-2     | Spanje              | EPA G1 PO      | 1e ronde               | verlies |
| 2002-04-24 | Bosnië en Herzegovina | 3-0     | Turkije             | EPA G1 B       | groepsfase             | winst   |
| 2002-04-25 | Roemenië              | 2-1     | Turkije             | EPA G1 B       | groepsfase             | winst   |
| 2002-04-26 | Israël                | 1-2     | Turkije             | EPA G1 B       | groepsfase             | verlies |
| 2002-04-27 | Luxemburg             | 2-1     | Turkije             | EPA G1 PO      | 1e ronde               | winst   |
| 2002-07-21 | Australië             | 2-3     | uit                 | WG QR          | 1e ronde               | verlies |
| 2003-04-21 | Polen                 | 1-2     | Portugal            | EPA G1 D       | groepsfase             | verlies |
| 2003-04-22 | Hongarije             | 1-2     | Portugal            | EPA G1 D       | groepsfase             | verlies |
| 2003-04-24 | Ierland               | 2-1     | Portugal            | EPA G1 D       | groepsfase             | winst   |
| 2003-04-26 | Verenigd Koninkrijk   | 2-1     | Portugal            | EPA G1 D       | groepsfase             | winst   |
| 2003-04-26 | Zwitserland           | 0-2     | Portugal            | EPA G1 PO      | 1e ronde               | verlies |
| 2004-04-19 | Israël                | 0-3     | Griekenland         | EPA G1 B       | groepsfase             | verlies |
| 2004-04-21 | Oekraïne              | 1-2     | Griekenland         | EPA G1 B       | groepsfase             | verlies |
| 2004-04-22 | Zuid-Afrika           | 2-1     | Griekenland         | EPA G1 B       | groepsfase             | winst   |
| 2005-04-20 | Polen                 | 3-0     | Turkije             | EPA G1 B       | groepsfase             | winst   |
| 2005-04-21 | Zweden                | 2-1     | Turkije             | EPA G1 B       | groepsfase             | winst   |
| 2005-04-22 | Luxemburg             | 3-0     | Turkije             | EPA G1 B       | groepsfase             | winst   |
| 2005-04-23 | Bulgarije             | 0-2     | Turkije             | EPA G1 PP1–4   | 1e ronde               | verlies |
| 2006-04-17 | Finland               | 3-0     | Bulgarije           | EPA G1 A       | groepsfase             | winst   |
| 2006-04-18 | Slowakije             | 1-2     | Bulgarije           | EPA G1 A       | groepsfase             | verlies |
| 2006-04-19 | Luxemburg             | 3-0     | Bulgarije           | EPA G1 A       | groepsfase             | winst   |
| 2007-04-18 | Roemenië              | 3-2     | Bulgarije           | EPA G1 A       | groepsfase             | winst   |
| 2007-04-19 | Denemarken            | 2-3     | Bulgarije           | EPA G1 A       | groepsfase             | verlies |
| 2007-04-20 | Zwitserland           | 0-3     | Bulgarije           | EPA G1 A       | groepsfase             | verlies |
| 2007-04-21 | Estland               | 2-0     | Bulgarije           | EPA G1 PO      | halve finale           | winst   |
| 2008-01-30 | Luxemburg             | 2-1     | Hongarije           | EPA G1 A       | groepsfase             | winst   |
| 2008-01-31 | Portugal              | 3-0     | Hongarije           | EPA G1 A       | groepsfase             | winst   |
| 2008-02-01 | Bulgarije             | 2-0     | Hongarije           | EPA G1 A       | groepsfase             | winst   |
| 2008-02-02 | Servië                | 0-2     | Hongarije           | EPA G1 PP1–4   | finale                 | verlies |
| 2009-02-04 | Luxemburg             | 3-0     | Estland             | EPA G1 A       | groepsfase             | winst   |
| 2009-02-05 | Verenigd Koninkrijk   | 0-3     | Estland             | EPA G1 A       | groepsfase             | verlies |
| 2009-02-06 | Hongarije             | 1-2     | Estland             | EPA G1 A       | groepsfase             | verlies |
| 2010-02-03 | Bulgarije             | 2-1     | Portugal            | EPA G1 A       | groepsfase             | winst   |
| 2010-02-04 | Slovenië              | 1-2     | Portugal            | EPA G1 A       | groepsfase             | verlies |
| 2010-02-05 | Israël                | 3-0     | Portugal            | EPA G1 A       | groepsfase             | winst   |
| 2010-02-06 | Verenigd Koninkrijk   | 2-1     | Portugal            | EPA G1         | play-off voor plaats 5 | winst   |
| 2011-02-02 | Roemenië              | 3-0     | Israël              | EPA G1 D       | groepsfase             | winst   |
| 2011-02-03 | Hongarije             | 3-0     | Israël              | EPA G1 D       | groepsfase             | winst   |
| 2011-02-04 | Letland               | 3-0     | Israël              | EPA G1 D       | groepsfase             | winst   |
| 2011-02-05 | Zwitserland           | 1-2     | Israël              | EPA G1 PP1-4   | finale                 | verlies |
| 2012-02-01 | Israël                | 1-2     | uit                 | EPA G1 C       | groepsfase             | verlies |
| 2012-02-02 | Verenigd Koninkrijk   | 1-2     | Israël              | EPA G1 C       | groepsfase             | verlies |
| 2012-02-03 | Portugal              | 1-2     | Israël              | EPA G1 C       | groepsfase             | verlies |
| 2012-02-05 | Estland               | 1-2     | Israël              | EPA G1 PP12-15 | degradatiewedstrijd    | winst   |
| 2013-02-07 | Bulgarije             | 0-3     | Israël              | EPA G1 D       | groepsfase             | verlies |
| 2013-02-08 | Slovenië              | 3-0     | Israël              | EPA G1 D       | groepsfase             | winst   |
| 2013-02-09 | Luxemburg             | 3-0     | Israël              | EPA G1 D       | groepsfase             | winst   |
| 2013-02-10 | Hongarije             | 0-2     | Israël              | EPA G1 D       | om plaats 5-8          | verlies |
| 2014-02-04 | Kroatië               | 3-0     | Hongarije           | EPA G1 A       | groepsfase             | winst   |
| 2014-02-05 | België                | 3-0     | Hongarije           | EPA G1 A       | groepsfase             | winst   |
| 2014-02-07 | Luxemburg             | 3-0     | Hongarije           | EPA G1 A       | groepsfase             | winst   |
| 2014-02-09 | Wit-Rusland           | 2-0     | Hongarije           | EPA G1 PP1-4   | finale                 | winst   |
| 2014-04-19 | Japan                 | 3-2     | thuis               | WG2 PO         | promotiewedstrijd      | winst   |
| 2015-02-08 | Slowakije             | 4-1     | thuis               | WG2            | eerste ronde           | winst   |
| 2015-04-19 | Australië             | 4-1     | thuis               | WG1 PO         | promotiewedstrijd      | winst   |
| 2016-02-07 | Rusland               | 3-1     | uit                 | WG1            | eerste ronde           | winst   |
| 2016-04-17 | Frankrijk             | 2-3     | uit                 | WG1            | halve finale           | verlies |
| 2017-02-11 | Wit-Rusland           | 1-4     | uit                 | WG1            | eerste ronde           | verlies |
| 2017-04-23 | Slowakije             | 3-2     | uit                 | WG1 PO         | degradatiewedstrijd    | winst   |
| 2018-02-10 | Verenigde Staten      | 1-3     | uit                 | WG1            | eerste ronde           | verlies |
| 2018-04-21 | Australië             | 1-4     | uit                 | WG1 PO         | degradatiewedstrijd    | verlies |
| 2019-02-10 | Canada                | 0-4     | thuis               | WG2            | eerste ronde           | verlies |
| 2019-04-21 | Japan                 | 0-4     | uit                 | WG2 PO         | degradatiewedstrijd    | verlies |
| 2020-02-08 | Wit-Rusland           | 2-3     | thuis               | WG             | kwalificatieronde      | verlies |
| 2021-04-17 | China                 | 3–2     | thuis               | WG PO          | degradatiewedstrijd    | winst   |
| 2022-04-15 | Spanje                | 0–4     | thuis               | WG             | kwalificatieronde      | verlies |
| 2022-11-12 | Frankrijk             | 1–3     | uit                 | WG PO          | degradatiewedstrijd    | verlies |
| 2023-04-10 | Letland               | 3-0     | Turkije             | EPA G1 A       | groepsfase             | winst   |
| 2023-04-11 | Turkije               | 2-1     | Turkije             | EPA G1 A       | groepsfase             | winst   |
| 2023-04-13 | Egypte                | 3-0     | Turkije             | EPA G1 A       | groepsfase             | winst   |
| 2023-04-14 | Hongarije             | 0-3     | Turkije             | EPA G1 A       | groepsfase             | verlies |
| 2023-04-15 | Servië                | 2-1     | Turkije             | EPA G1 A       | promotiewedstrijd      | winst   |
| 2023-11-12 | Oekraïne              | 1-3     | uit                 | WG PO          | promotiewedstrijd      | verlies |
| 2024-04-08 | Turkije               | 2-1     | Portugal            | EPA G1 B       | groepsfase             | winst   |
| 2024-04-09 | Letland               | 2-1     | Portugal            | EPA G1 B       | groepsfase             | winst   |
| 2024-04-10 | Portugal              | 3-0     | Portugal            | EPA G1 B       | groepsfase             | winst   |
| 2024-04-11 | Servië                | 2-1     | Portugal            | EPA G1 PO      | om plaats 1-3          | winst   |
| 2024-04-13 | Oostenrijk            | 2-1     | Portugal            | EPA G1 PO      | om plaats 1-3          | winst   |
| 2024-11-16 | Slovenië              | 3-1     | uit                 | WG PO          | promotiewedstrijd      | winst   |
| 2025-04-10 | Duitsland             | 3-0     | Nederland           | WG F           | kwalificatieronde      | winst   |
| 2025-04-12 | Verenigd Koninkrijk   | 1-2     | Nederland           | WG F           | kwalificatieronde      | verlies |

^: trok zich terug
CQR = verliezerstoernooi, CR = verliezerstoernooi, QR = voorronde, PO = play-off, REP = herkansing, WG = Wereldgroep, EPA = Europees/Afrikaanse zone, G1 = groep 1, G2 = groep, PP1–4 = play-off plaatsen 1-4, A/B/C/D/E/F = subgroep A/B/C/D/E/F